# Tragedia de la discoteca Kiss
Se conoce como la tragedia de la discoteca Kiss a un incendio ocurrido en dicho club nocturno, situado en el número 1925 en la Rua dos Andradas, en el centro de Santa María, en el estado brasileño de Rio Grande do Sul, a las 2:30 a. m. (hora local) el 27 de enero de 2013.
Es la tragedia más grande en la historia de ese estado y dejó un saldo de 242 personas muertas y 124 heridos. Es considerado el segundo incendio del país en número de víctimas, solo superado por la Tragedia del Gran Circo de América del Norte, sucedida en 1961 en Niteroi, donde fallecieron 503 personas. Además, posee características similares con la tragedia de República Cromañón, ocurrida en Buenos Aires, Argentina en 2004. También es la quinta mayor tragedia de la historia de Brasil, la de mayor número de víctimas en los últimos 50 años de ese país, y la tercera en desastres de discotecas en el mundo.

## Sucesos

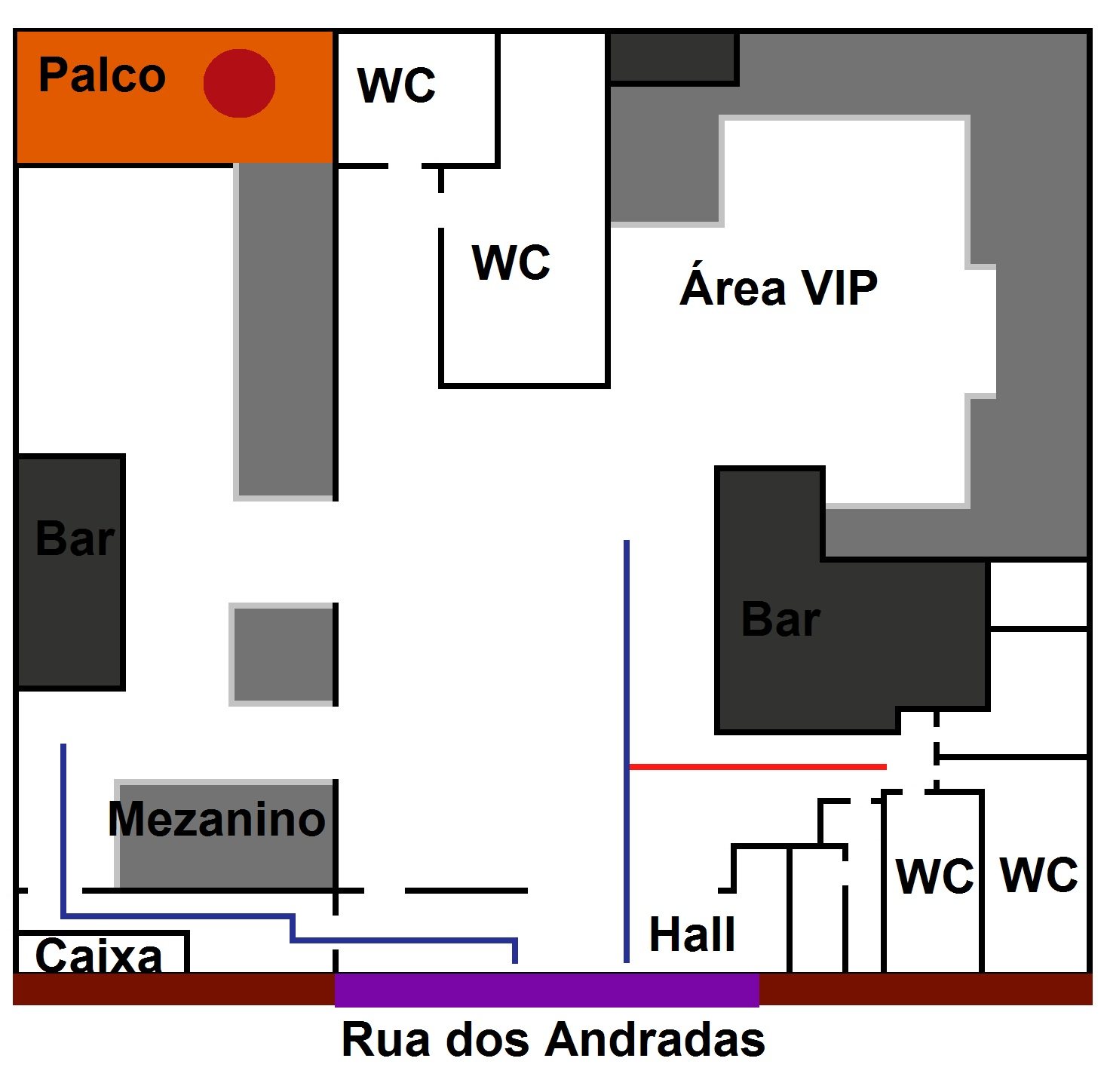
Plano de la discoteca

Una fiesta llamada "Agromerados" había comenzado a las 23:00 (UTC-2) del sábado 26 de enero de 2013 en la discoteca Kiss, situada en la Rua dos Andradas de 1925, en el centro de la ciudad de Santa María. La fiesta fue organizada por estudiantes de seis universidades y cursos técnicos de la Universidad Federal de Santa María (cursos de Pedagogía, Agronomía, Medicina Veterinaria y Zootecnia). Dos bandas tenían previsto presentarse esa noche.
En las primeras horas del 27 de enero de 2013, se estaba realizando una presentación de la banda Gurizada Fandangueira con un show de pirotecnia, en ese momento entre 300 y 500 personas estaban en el lugar (aunque otros medios informan que había entre 1000 y 2000 personas y la policía estima que sólo eran 900). A eso de las 2:30 a. m. (hora local), durante la primera canción de la banda que subió al escenario, uno de los miembros encendió un fuego artificial conocido "Lluvia de plata". Las consecuencias de esta maniobra que pretendía animar a la multitud, dio inicio a un incendio en la espuma acústica del techo que acabó con la vida de al menos 242 personas. Al ver el fuego, la banda intentó apagarlo con agua. Algunas personas, luego, trataron de contener las llamas con extintores, pero en cuestión de tres minutos el fuego se extendió por todo el club.
Según los informes de las personas que se encontraban en el lugar, mientras el incendio se producía, los guardias de seguridad del evento cerraron las puertas del club, creyendo que se trataba de una pelea con el fin de evitar que la gente saliera del establecimiento sin pagar. Esto hizo que la gente se amontonara forzando la salida y también algunas personas forzaron las puertas de los baños, confundiéndolos con salidas de emergencia que en realidad no existían. Como resultado, el 90% de los cuerpos estaban en el cuarto de baño.
A las 03:20 horas, en el interior del club, una joven llamada Michele Cardoso fue capaz de enviar un mensaje a través de la red social Facebook informando del incendio y pidiendo ayuda. Aún sin conocer las dimensiones de la situación, los amigos pidieron más información, pero no obtuvieron respuesta. Uno de ellos dijo que vio el coche de bomberos dirigiéndose a la discoteca. Horas más tarde, el nombre de la joven fue lanzado en la primera lista de víctimas.

Los primeros informes hablaron de 93 muertos, aunque la cifra fue aumentando a lo largo de la mañana del domingo hasta llegar a 245, finalmente se confirmó que eran 242 los fallecidos y 124 los heridos. Bomberos que estaban en el local relataron que, al retirar los cuerpos, notaron que los celulares de las víctimas sonaban "ininterrumpidamente", significando que los padres trataban de comunicarse con sus hijos, aunque habían fallecido. Santa María es una ciudad universitaria, la mayoría de los asistentes al club son jóvenes entre 18 y 24 años de edad. 

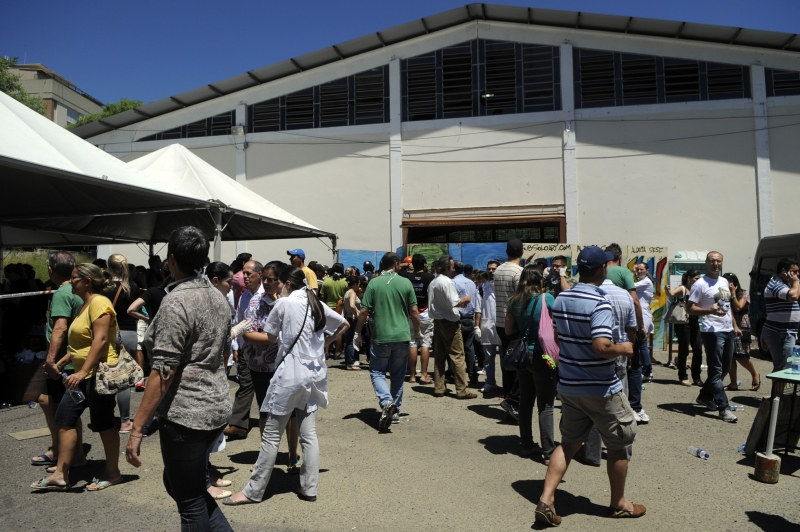
Gimnasio en donde fueron llevados los fallecidos para su identificación

El incendio fue controlado alrededor de las 05:00 horas del 27 de enero, pero alrededor de las 7:00 a. m., los bomberos aún estaban en el lugar haciendo el trabajo de las secuelas. El edificio fue destruido y está en riesgo de colapso según los bomberos.

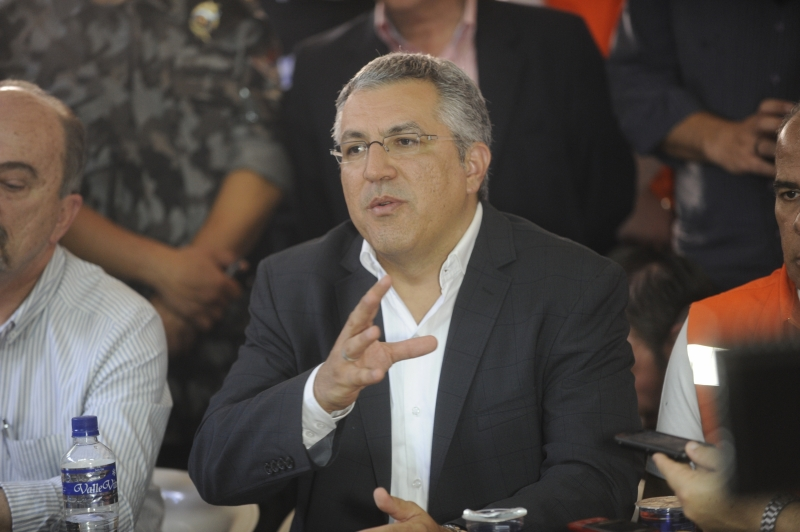
El ministro de Salud brasileño, Alexandre Padilha, anunciando la atención médica a los heridos por la tragedia.

A eso de las 12:45 (hora local), todos los cuerpos habían sido retirados del lugar. Debido al gran número de víctimas, los bomberos tuvieron que utilizar camiones refrigerados para transportar los cuerpos para el Centro Deportivo Municipal Miguel Sevi Viero, donde los profesionales de diversos campos se unieron como voluntarios para ayudar a los autoridades y familiares de las víctimas.  Humberto Trezzi, reportero de la Agencia RBS informó de la situación del gimnasio de la siguiente manera:

"El gimnasio parece un hormiguero, tomado por cientos de voluntarios que acudieron a la llamada de ayuda hecha por los radios. Además de médicos y psicólogos que asistieron, hay trabajadores sociales, enfermeras, soldados y policías. Muchos de ellos en chanclas y pantalones cortos, la emergencia no combina con la etiqueta."

El Centro Deportivo Municipal se utilizó inicialmente para que las familias realizaran el reconocimiento de los cuerpos, porque la morgue de la ciudad sólo tenía capacidad para diez cuerpos.

El Gobierno de Brasil ha publicado una lista con los nombres de 230 de las 242 víctimas del incendio, siendo 120 hombres y 113 mujeres,. cuyas edades se encuentran entre los 18 y 30 años. Además, entre las víctimas se encuentran Danilo Jaques (miembro de la banda Gurizada Fandangueira) y Marcos Rigoli y Robson Van Der Ham (miembros de la banda Pimenta e seus Comparsas, que también tocaban en el lugar).

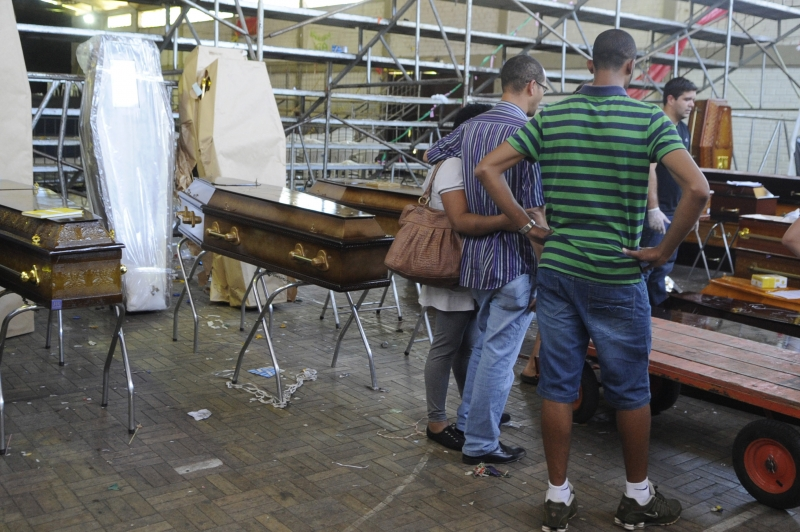
Personas identifican a sus familiares en la morgue improvisada del Gimnasio Municipal

El 31 de enero, 143 personas fueron hospitalizadas por neumonitis química en Santa María, de los cuales 75 se encuentran en estado crítico. La enfermedad es causada por la inhalación de gases tóxicos y produce falta de aire, lo que puede conducir a la muerte. El número de pacientes aumentó progresivamente debido a que los síntomas tardan varias horas en manifestarse. Es otra consecuencia de la demora en la aplicación de los incendios por trastorno de estrés postraumático de los sobrevivientes.

El 3 de febrero, el doctor Marcelo Cypel, que reside en Canadá y es director del programa de asistencia respiratoria extracorpórea en la Universidad de Toronto, llegó a Brasil para brindar tratamiento especializado a los pacientes hospitalizados por neumonía, que en ese momento todavía ascienden a 113, de los cuales 72 están en estado grave. La técnica propuesta por derivación de ventilación médica permite una regeneración del pulmón de la propia sangre del paciente y se hizo posible por un equipo donado por una compañía alemana.

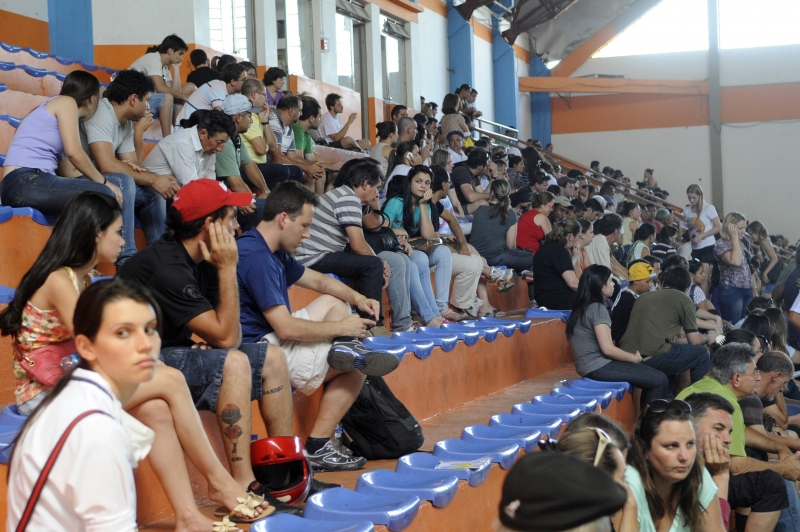
Personas esperando en el Gimnasio Municipal para identificar a sus familiares

## Investigaciones

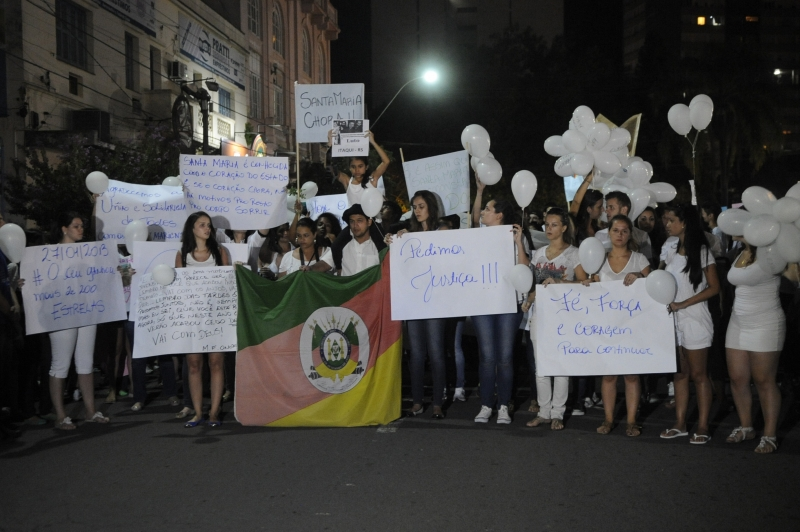
Homenajes de los familiares de las víctimas

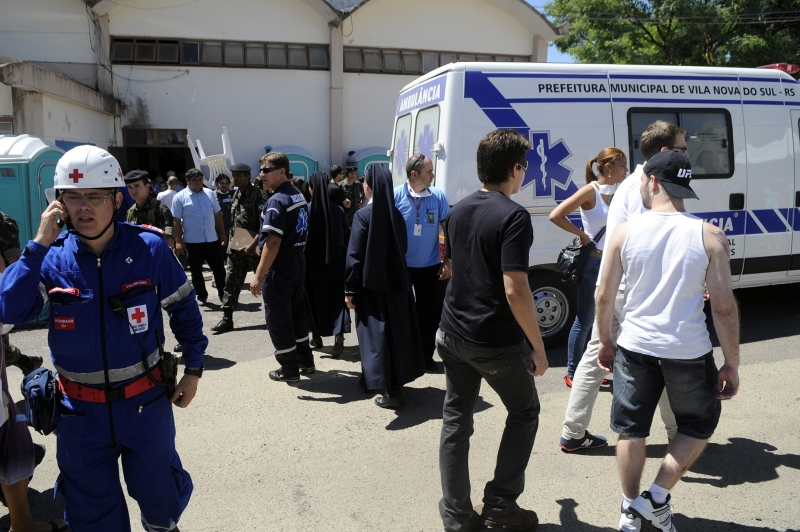
Vista de las afueras del Gimnasio Municipal.

La investigación determinó que las llamas se habrían generado por los fuegos artificiales utilizados en la presentación del grupo. Varios medios de comunicación han informado que el incendio fue causado después de que un miembro de la banda y/o parte de su equipo de producción encendió la bengala como parte de una exhibición pirotécnica. La antorcha encendida provocó que se prenda fuego el aislamiento acústico del techo. Además, las autoridades también informaron que la mayoría de las víctimas no fallecieron por consecuencia de quemaduras, sino que fue por asfixia de monóxido de carbono presente en el humo, otras fueron pisoteadas.
En esta etapa preliminar de la investigación, las autoridades han reportado que la discoteca habría superado su capacidad máxima de ingreso de personas: 

"Cuando llegué, analizamos la escena y vimos que había una capacidad máxima de 1.000 personas, pero según entendimos había alrededor de 2.000, y por tanto había un caso de sobreaforo"
Guido de Melo, jefe de bomberos de Río Grande del Sur, a la cadena estadounidense CNN.

La reconstitución del evento se realizó en la tarde del 30 de enero. Los sobrevivientes informaron que el fuego se inició con la bengala, que golpeó el techo y causó un humo negro que oscureció el ambiente en cuestión de minutos, evitando que el público vea la salida. Muchos vieron la luz verde del cuarto de baño y pensaron que era la salida de emergencia, por lo que muchos murieron allí. Por otra parte, se confirmó que el club fue obligado a instalar espuma acústica, inflamable y sellado en el techo por ley municipal, después de las quejas de los vecinos por el ruido de la discoteca.

### Responsabilidades de la discoteca y del gobierno
Horas después de la tragedia, se dio a conocer que el permiso emitido por el Departamento de Bomberos para el funcionamiento del local estaba vencido desde agosto del 2012.

Ya el domingo por la tarde, el Ministerio Público de Río Grande do Sul ordenó la detención de los dueños del club y los miembros del grupo musical Gurizada Fandangueira, quiénes fueron arrestados el la mañana del 28 de enero.

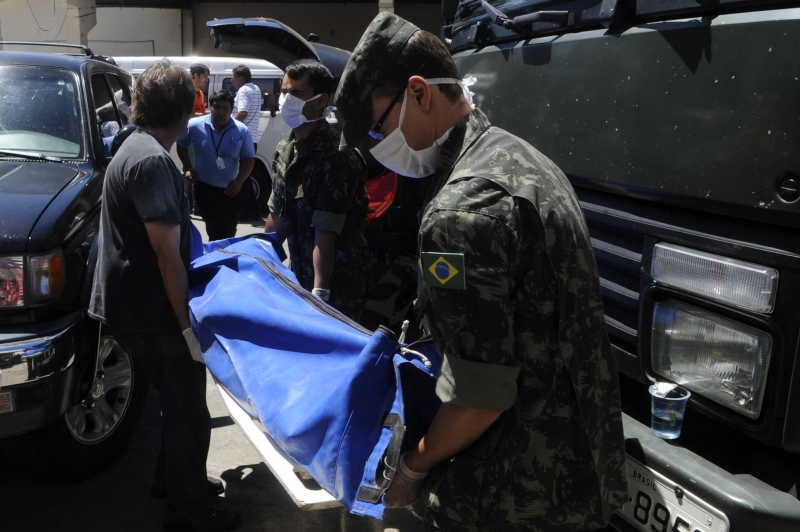
Un cuerpo es llevado al gimnasio que funcionó como morgue.

Mientras, en la noche del domingo, el grupo de abogados asociados Kümmel y Kümmel, representante de la discoteca, tuvo en cuenta los comunicados de prensa refutando los rumores surgidos a través de las redes sociales, declaró que la casa cumplía con las especificaciones legales y que se ponen a disposición de las autoridades para ayudar a proceso de investigación.

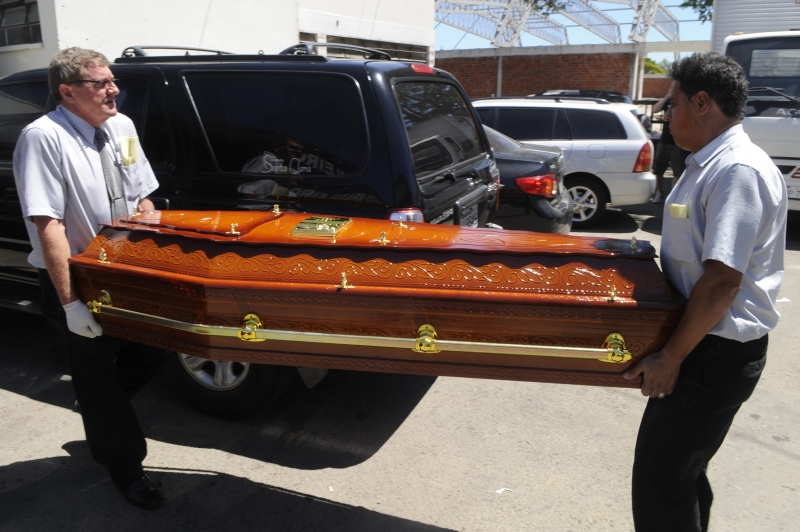
Otra víctima es trasladada a la morgue.

El club Kiss había sufrido una demanda en 2012 por tratar de impedir la salida de una persona que no había pagado la factura. En la ocasión, un funcionario dijo que la orientación de la empresa era que los clientes paguen antes de su salida del lugar. El tribunal calificó el procedimiento como detención ilegal y ordenó al club a pagar diez mil dólares de indemnización a la chica que estaba impedida de salir. Por otra parte se supo después del incendio que nunca un guardia de seguridad que trabajó durante más de un año en el club recibió capacitación alguna y se comprobó que no había puertas de salida de emergencia.
El 29 de enero, se señalaron al menos cuatro irregularidades en el club:
1. Una sola salida (y poco espaciosa);
2. Uso de bengalas en el interior;
3. Hacinamiento (había 1.300 personas, cuando la capacidad máxima era 691);
4. Material de revestimiento inapropiado.

Además, el computador con la grabación de las cámaras de seguridad desapareció del sitio del club, de acuerdo con el oficial a cargo de las investigaciones, hecho que llevó a la policía a cambiar el tratamiento del delito de asesinato y homicidio culposo a homicidio con posible engaño.
El club no cumplía con los estándares del estado en lo que respecta al requisito de dos puertas, que es explícito en dicha legislación. Mientras tanto, la Ley Municipal 3301/91, de 22 de enero de 1991, no dice expresamente si debe haber dos puertas en los clubes nocturnos, pero usa la palabra en plural refiriéndose a las puertas, dejando margen para la interpretación, pero el jubilado fiscal Juan Marcos Adede y Castro dejó en claro que la normativa municipal no puede anular los gobiernos federal y estatal.
Además, el teniente coronel Nelson Matter, del Departamento de Bomberos, dijo que es común que los bomberos y de los municipios que ignoren la ley del estado, porque las leyes municipales son más simples. Además, él expresó su solidaridad con los bomberos santamarienses por ver la gama de presiones a las que está sometida la empresa. "Los bomberos tienen que lidiar con una maraña de leyes y están bajo la presión de todos los lados para conceder los permisos. Municipios, asesoramiento político, arquitectónico y de ingeniería y los empresarios", dijo el funcionario.
Cezar Schirmer, alcalde de la ciudad, dijo a la prensa que el club estaba en el proceso de renovación de estatutos y se transfiere al departamento de bomberos de la tarea de vigilancia e interdicción de los clubes nocturnos. Al mismo tiempo, la Brigada Militar confirmó que la licencia estaba en la liberación y se cree que hay dos puertas en el club debido a la información técnica y los dueños responsables. Los bomberos de la Brigada están exentos de la obligación de prohibir a los propietarios de clubes nocturnos y culparon a la falta de un plan de escape.
El empresario Elissandro Spohr, un socio del club, trató de suicidarse ahorcándose con una manguera en un hospital en la ciudad de Cruz Alta, en el cual se encuentra arrestado y custodiado por la policía. Buscó atención médica debido a síntomas de neumonía y fue esposado a la cama para evitar nuevos intentos contra su vida.
Fotos presentadas el 31 de enero mostraron que el club no tenía extintores en las paredes y un empleado confirmó que los dueños les dijeron que debían quitar los dispositivos por razones estéticas. El comandante del departamento de bomberos local dijo que la solicitud de renovación de licencia de incendio fue hecha en su momento, mientras que el comandante estatal dijo que el permiso no fue renovado porque estaba en línea (pero la ordenanza estado determina que el plazo para la renovación no es más de veinte días).
El uso de pirotecnia en el club era muy común como muestran fotos y describen los asistentes a discotecas. Aunque el comandante de los bomberos denegó la autorización para el uso de artefactos, un estudiante universitario describe el uso de la siguiente manera: "El artefacto utilizado era pegado en las botellas de bebidas alcohólicas. Era bien común. El personal colocaba una lista de cumpleaños, que si llegaba a 20 invitados, ganaban una botella de champán, y con pirotecnia. Luego, el personal salía caminando con aquello". Según él, el cumpleañero podía moverse libremente a través del local con la pirotecnia y cada pedido de champán era dado con dos botellas con el artefacto encendido. También dijo que la práctica es común en otros clubes nocturnos de la ciudad.
El jefe de la policía, Marcelo Arigony, confirmó el 31 de enero que la causa de la muerte fue gas cianuro liberado por la espuma acústica en contacto con el fuego. Es el mismo gas utilizado como arma química en la Primera Guerra Mundial y en los campos de concentración de la Segunda Guerra Mundial, en este caso como una forma de exterminar a los Judíos. Así que, los estudiantes que estaban en el club fallecieron en una cámara de gas simulado, no por el fuego mismo. El DJ Lucas Peranzoni, quien se encontraba en la fiesta, dijo que el humo negro tardó sólo quince segundos en ocupar todo el sitio.
El 2 de febrero, el fiscal João Marcos Adede y Castro anunció que había presentado una solicitud de inspección del club por la Fiscalía, en 2011, debido al mal estado de la discoteca. "He recibido muchas quejas de los bomberos que monitorean los sitios y no fueron obedecidas por los propietarios. Así que vino a verme porque se sentían impotentes e incapaces de obligar a los propietarios a cumplir con las leyes. Fue un caso de denuncia de este club", dijo. La solicitud fue destinada a Wladimir Comassetto, el comandante local de la Brigada Militar, que es responsable del Departamento de Bomberos. El fiscal dijo había cuatrocientas órdenes de supervisión en los clubes de la ciudad, pero la resistencia fue grande debido a los costes de la prevención y por no haber ninguna acción de las autoridades.
El delegado Meinerz Sandro, quien participó en la investigación, encontró que los bomberos les entregaron a la policía civil un plan para combatir el incendio del club nocturno que en realidad no era más que un informe de inspección emitido electrónicamente en 2009. Es un sistema computarizado llevado a cabo en 2005, que opera de la siguiente manera: el responsable técnico protegía una obra, asistida por el departamento de bomberos, y presenta la información básica que es analizada por un software.
El informe que se genera automáticamente sirve como una guía para el ingeniero sepa si su proyecto está dentro de las especificaciones o necesita una mejora. Sin embargo, los propietarios de la discoteca Kiss utilizaron este informe como si se tratara de un plan de prevención completo y los propios bomberos trataron al informe como un documento final de licencia sin verificar las condiciones reales del club cuando entró en operación. El documento ha sido definido por los expertos como una técnica de fraude.
En una entrevista con el reportero Giovani Grizotti de RBS TV, Elissandro Spohr(conocido como Kiko), un socio del club, trató de escapar de toda responsabilidad. En contra de los testigos, dijo que no había sido testigo del hacinamiento en el club. También dijo que nunca vio el uso de pirotecnia por parte de la banda e incluso dijo que abrió las puertas en el momento del incendio, aunque también eso fue desmentido por un testimonio. Dijo que por prevención de incendios, se había concedido el permiso, aunque sólo se le dijo que la puerta tenía que ser modificada y culpó a la empresa. En cuanto a la espuma, dijo que prefería que hubiesen puesto yeso para la insonorización, pero ingeniero Miguel Ângelo Pedroso optó por utilizar espuma, pero además dijo que había usado espuma para proyectos acústicos.
El 5 de febrero, la policía civil realizó pericias en el club para recoger pruebas más precisas. Elissandro Spohr, socio de la firma que había sido hospitalizado en Cruz Alta, fue puesto dado de alta y enviado a la misma prisión donde se encuentran los otros responsables del incendio: su socio, Mauro Hoffman, el cantante de la banda Gurizada Fandangueira, Marcelo de Jesus dos Santos, y productor Luciano Augusto Bonilha Lion.

### Responsabilidad de la banda
Uno de los miembros de la banda que presuntamente provocaron el incendio puso en duda la hipótesis de que una bengala habría provocado el evento. Dijo que una prueba se realizó antes del show y las luces sólo alcanzaron dos metros de altura (el techo de la discoteca era de tres metros). También dijo que el efecto pirotécnico ya había sido utilizado por la banda en los otros clubes y nunca habían tenido problemas.

## Repercusiones
El caso ganó repercusión mundial, principalmente en medios internacionales como CNN, The Guardian, Le Figaro, Al Jazeera, Washington Post, El País, El País de Uruguay, Le Monde, Corriere della Sera, The Independent, The New York Times, Reuters, BBC, Jornal de Notícias, RTP, Grupo Clarín, entre otros, que resaltaron el caso en los titulares.
La CNN informó del incidente tanto en la televisión como en Internet. Los medios argentinos (como el Diario Clarín, C5N, entre otros) compararon el incidente a la tragedia de características similares ocurrida en Buenos Aires, en 2004, cuando un club nocturno se incendió, matando a 194 personas y dejando cientos de heridos. El diario español El País identificó a la tragedia como una de las peores del Brasil. Además de estos sitios, países como Italia, Suiza, India, Panamá, Venezuela, Chile, Alemania y Arabia Saudita también informaron de los hechos.
La Universidad Federal de Santa María, donde estudiaban muchas de las víctimas, suspendió todas las actividades académicas hasta el 1 de febrero.
Especialistas comenzaron a abogar por una legislación destinada a evitar que hechos similares. Actualmente, el ejecutivo municipal supervisa los aspectos generales de diseño arquitectónico y plan de extinción de incendios de los bomberos. El accidente del club denunció la fragilidad de este sistema teniendo en cuenta que la legislación municipal, era más flexible, que la legislación estatal contra los incendios, lo que requiere, por ejemplo, la existencia de dos puertas en los clubes nocturnos, extintores, etc. Una de las consecuencias fueron los vergonzosos entredichos entre las autoridades después del incendio, ya que cada uno trataba de trasladar la responsabilidad a la otra.
El gobernador de São Paulo, Geraldo Alckmin, condujo a una encuesta masiva del estado de los clubes nocturnos. De los 303 locales visitados el 31 de enero, 111 no tenían permiso de bomberos y 66 permisos eran válidos, pero irregulares, lo que llevó a un período de diez días para la regularización bajo la pena de caducidad de la licencia. La inspección abarcó clubes de más de mil metros cuadrados y también cines, teatros, clubes y salones. Por otra parte, el alcalde Fernando Haddad firmó un acuerdo con los bomberos de la capital para la inspección conjunta. También se examinan discotecas en el estado de Minas Gerais con los esfuerzos conjuntos de los bomberos, policías municipales y militares. Cuatro clubes nocturnos se cerraron en Pouso Alegre, cuatro en Cambuí y dos en Alfenas, todo por la falta de permisos.
El portal G1 (de o Globo) y el diario Zero Hora publicaron una lista de delitos probables y posibles condenas, entre ellas: homicidio culposo para los propietarios y socios del club (además de pagar indemnizaciones y cargos por lavado de dinero, evasión fiscal, etc,) y para la banda, indemnizaciones por daños materiales y morales, además de cargos por tergiversaciones para el alcalde y los bomberos, entre otros.
En la noche del 2 de febrero, cientos de personas realizaron una vigilia en frente del club en el momento en que el incendio comenzó a las dos y media de la mañana. Fue llevada a cabo por sacerdotes y pastores, incluidos los sobrevivientes y familiares de las víctimas, que colgaban pancartas, velas encendidas y cantaban canciones religiosas. En el momento exacto del accidente, hubo una ronda de aplausos, algunas personas se desmayaron y fueron tratados por los médicos en el lugar. Una sobreviviente reconoció el olor del gas tóxico, el "olor de la muerte", que ella dijo haber sentido desde el comienzo de la calle. Un estudiante de 18 años de edad, todavía está en tratamiento debido a los síntomas de la neumonitis causada por vapor químico.
Antes, a las nueve y media de la noche, miles de personas llenaron la basílica de Medianeira en una misa del séptimo día en homenaje a las víctimas. Recitado por el obispo auxiliar de Porto Alegre, Don Jaime Spengler, y el arzobispo de Santa María, don Hélio Adelar Rubert estaba dirigida especialmente a los jóvenes. "Hoy va a ser una noche de la fe. Por la fe y desde la fe y la esperanza que se haga justicia", dijo el obispo Jaime en su homilía. También hubo una misa de séptimo día en Porto Alegre, en la parroquia de San Antonio, con la presencia de 400 fieles.

### Reacciones de gobiernos y personalidades

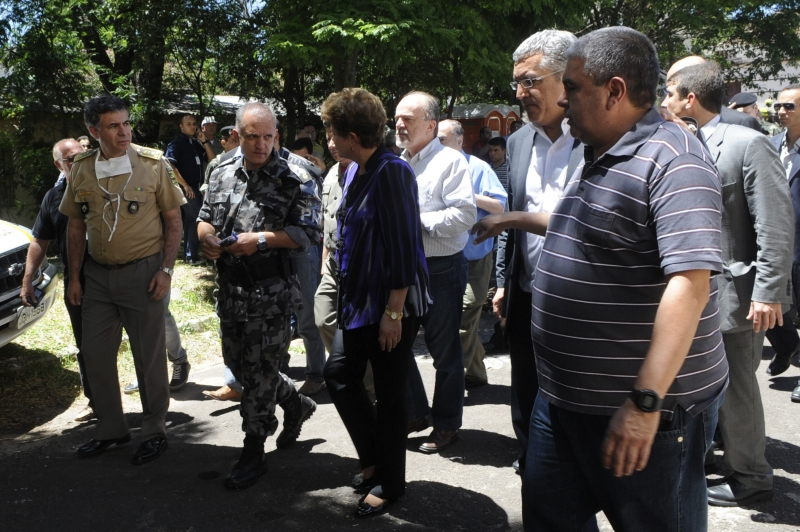
La presidenta Dilma Rousseff junto con autoridades, rescatistas y familiares.

El evento generó mucha conmoción que provocó reacciones de otros estados brasileños y mensajes de solidaridad de otros países, así como de celebridades y autoridades religiosas de Brasil y del mundo. El alcalde de Santa María, Cezar Schirmer, decretó luto oficial durante 30 días. Fue la primera vez que se decretaba un luto tan prolongado en esa ciudad. El gobernador del estado de Río Grande do Sul, Tarso Genro, lamentó la tragedia y anunció en su cuenta de Twitter que estaría viajando a Santa María a la mañana siguiente. Y la presidenta Dilma Rousseff, quien se encontraba en Santiago de Chile, para asistir a la I Cumbre CELAC-UE, canceló su agenda del evento para viajar a Santa Maria, para supervisar el rescate de las víctimas del incendio. Dilma dio un breve comunicado de prensa y, emocionada, le ofreció ayuda federal a la ciudad y el estado. Después de esto, la presidenta decretó luto oficial de tres días en el país.

### Homenaje
En la noche del 2 de febrero, cientos de personas realizaron una vigilia frente al club, al tiempo en que el fuego comenzó a las dos y media de la mañana. Liderados por los sacerdotes y pastores, incluidos los sobrevivientes y familiares de víctimas que han creado carteles de protesta, encendieron velas y cantaron canciones religiosas. En la hora exacta del accidente, hubo una ronda de aplausos, algunas personas se desmayarón y fueron atendidos por los médicos en el lugar. Un sobreviviente reconoció el olor de gas tóxico, el "olor de la muerte" que ella dijo haber sentido desde el comienzo de la calle. El estudiante de dieciocho años todavía estaba en tratamiento debido a los síntomas de la neumonía causada por el vapor químico. 83
Antes, a las nueve y media de la noche, miles de personas llenaron la Basílica da Medianeira. Recitado por el obispo auxiliar de Porto Alegre, Don Jaime Spengler, y el arzobispo de Santa María, Dom Helio Adelar Rubert, fue dirigida especialmente a los jóvenes. "Hoy va a ser una noche de la fe. Por la fe y desde la fe que se encuentra la esperanza y la justicia", dijo Don Jaime en su homilía. También había misas en Porto Alegre, en Parroquia de San Antonio, al que asistieron cuatrocientos fieles.
El 27 de febrero se inició con muchos honores por el primer mes de la tragedia. Cientos de personas se reunieron en la Plaza Saldanha Marinho, a las 8 a. m., y hacen mucho ruido con las campanas, las palmas, las bocinas y bocinas de los coches. La manifestación duró quince minutos y había un montón de emoción a los padres y familiares de las víctimas fallecidas. En el Hospital Universitario de Santa María, los médicos y los pacientes aplaudieron durante un minuto en el frente del edificio, y que no podían salir de la sala saludó por la ventana. Los miembros del movimiento Andradas Viva ponen 239 pistas en todo el boate.85
19h, hubo una jornada que comenzó a partir de Saldanha Armada plaza y se dirigió al Hospital de la Caridad, donde se cumplieron muchas víctimas y cuatro permanecían hospitalizados. Después de un minuto de silencio, la gente iba a la iglesia de Nuestra Señora de Fátima para llevar a cabo una misa. Había cerca de dos mil personas en el movimiento llamado Exit Duelo y van a luchar, con carteles, fotos, solicitudes de justicia y la ropa negra. Otros servicios de las diferentes religiones se hicieron durante el día, para terminar el primer mes desde la incêndio.86
El 27 de abril, la familia celebró una reunión en el lugar para recordar los tres meses del accidente. Poco antes de las tres de la mañana, hicieron un círculo y compartieron sus experiencias de ese día, en una forma de terapia colectiva. Cerca de cincuenta personas en la ciudad y sus alrededores participaron y dejaron testimonios emocionado. En 3h20min, tiempo fuego, oraron y guardaron un minuto de aplausos, y luego continuar a orar y cantar canciones religiosas. Como presidente de la asociación de las víctimas ", fue una oportunidad única para que las familias se reúnen y dan a sus informes. Ellos estaban en necesidad de ella, ese momento de interacción". El homenaje se completa con un paseo por el centro de la ciudad y una misa a noite.87
El artista Mauro Pozzobonelli, nacido en el sur de San Vicente y de vivir en el extranjero durante décadas, ha presentado un proyecto para construir un memorial el 25 de mayo. Cada obra representa un concepto. La mayor cúpula simboliza el vientre de una madre. Una escultura muestra a un hombre tendido en el suelo, apoyado por una mujer, que simboliza que están unidos por el amor. Una escalera de 242 escalones simbolizan el número de muertos. Una escultura tendría una flor de loto, símbolo de la pureza espiritual. La obra se completa con un jardín, que sería un incentivo para que la gente a plantar árboles, y una cascada de agua, lo que ahogar el ruido de la calle.
Una estructura con múltiples cilindros sirven para que las personas dejen mensajes en ellos. La imagen de un ángel, tomado de una nube que el artista fotografió en el día del accidente, estaría en la cumbre. El Centro para la Memoria posee una escultura llamada "Corazón constante", realizado por la mujer Pozzobonelli que firmó como MC Forgiarini. El conjunto está diseñado para ser parte de un edificio de tres pisos, que albergará la sede de la asociación de la tragedia de las víctimas en la ciudad. Sin embargo, la obra sólo se podía hacer después de terminado el proceso judicial y en función de una expropiación por parte del gobierno municipal. El proyecto memorial fue presentado en Brasilia con la ministra de Maria do Rosario, la Secretaría de Derechos Humanos del Presidente, que se comprometió a colaborar en la consecución de obra.

## Galería de imágenes

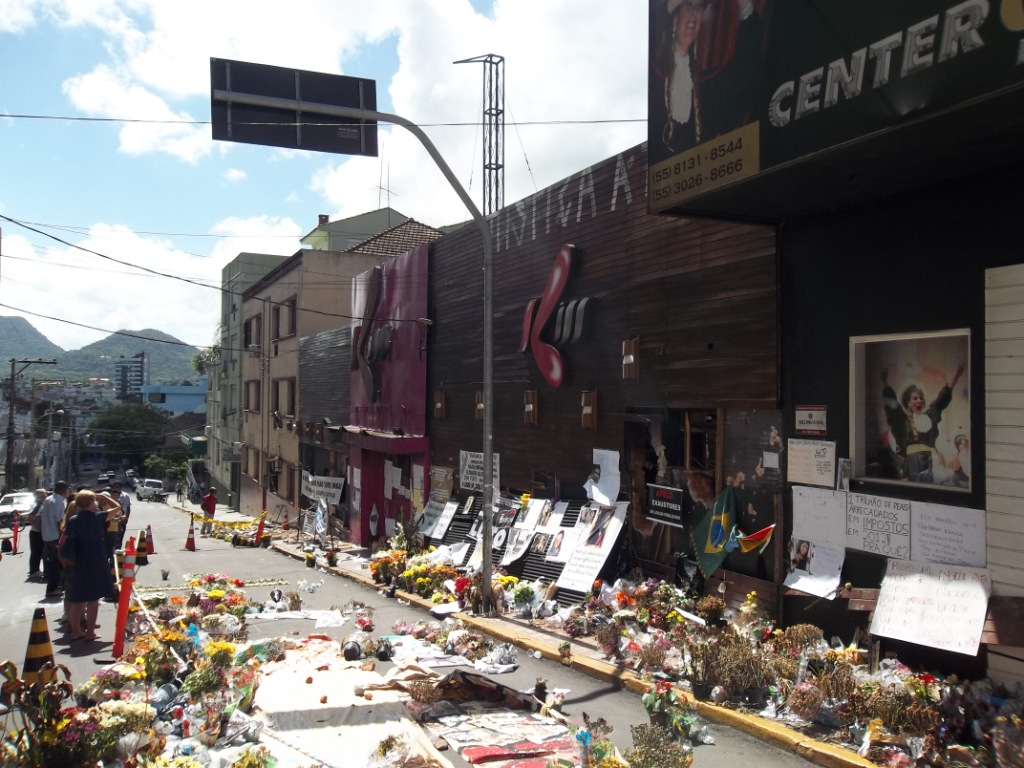
Flores y carteles en la Rua dos Andradas
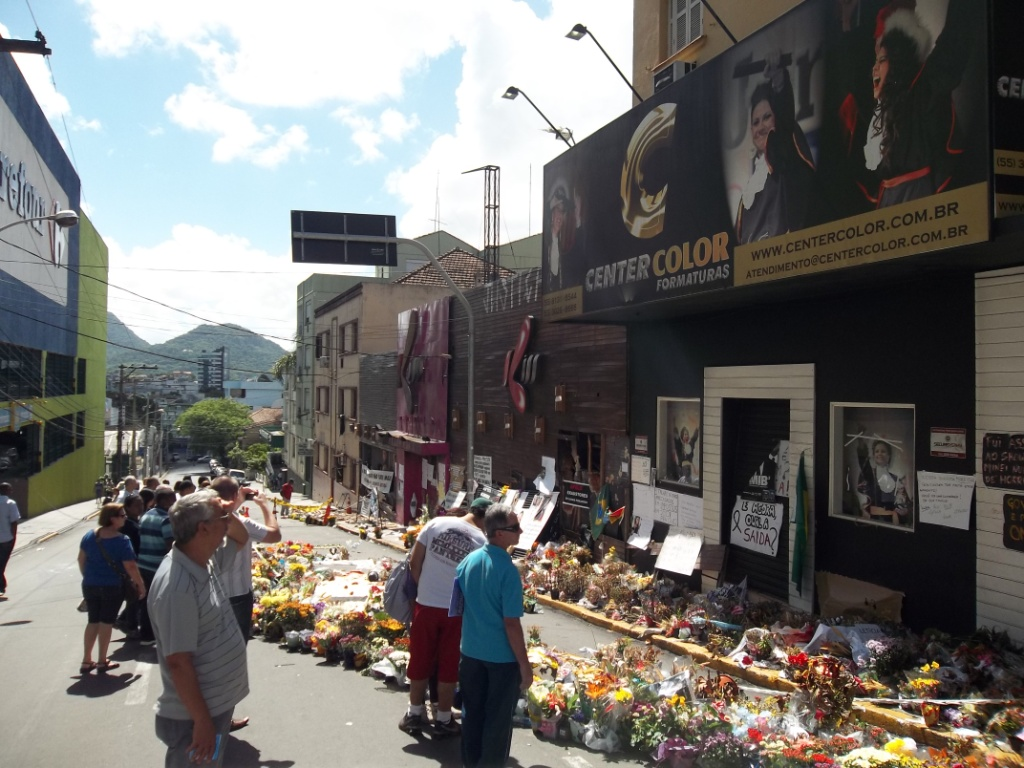
Personas en la fachada del lugar
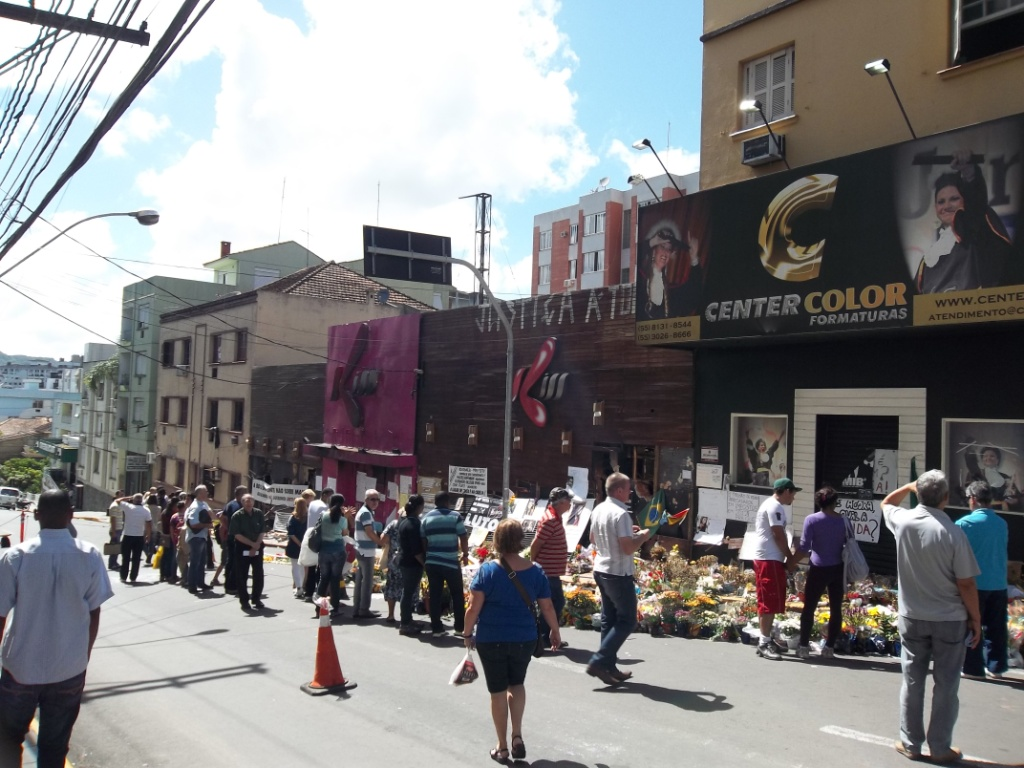
El local es visitado diariamente
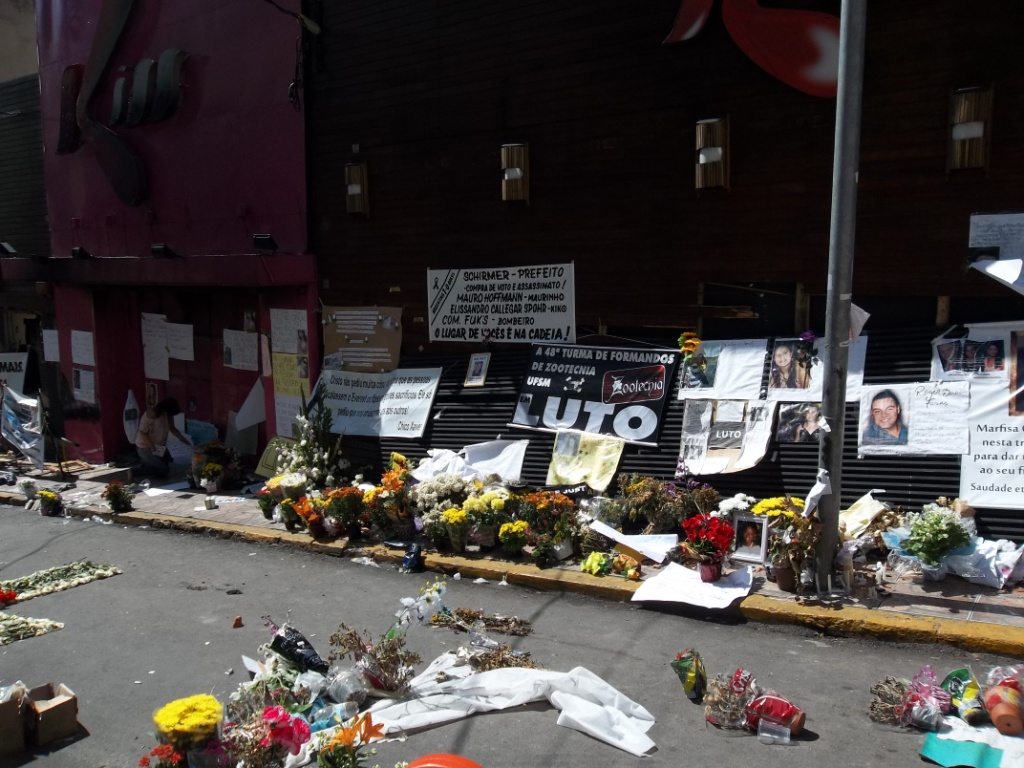
Cartazes esparcidos
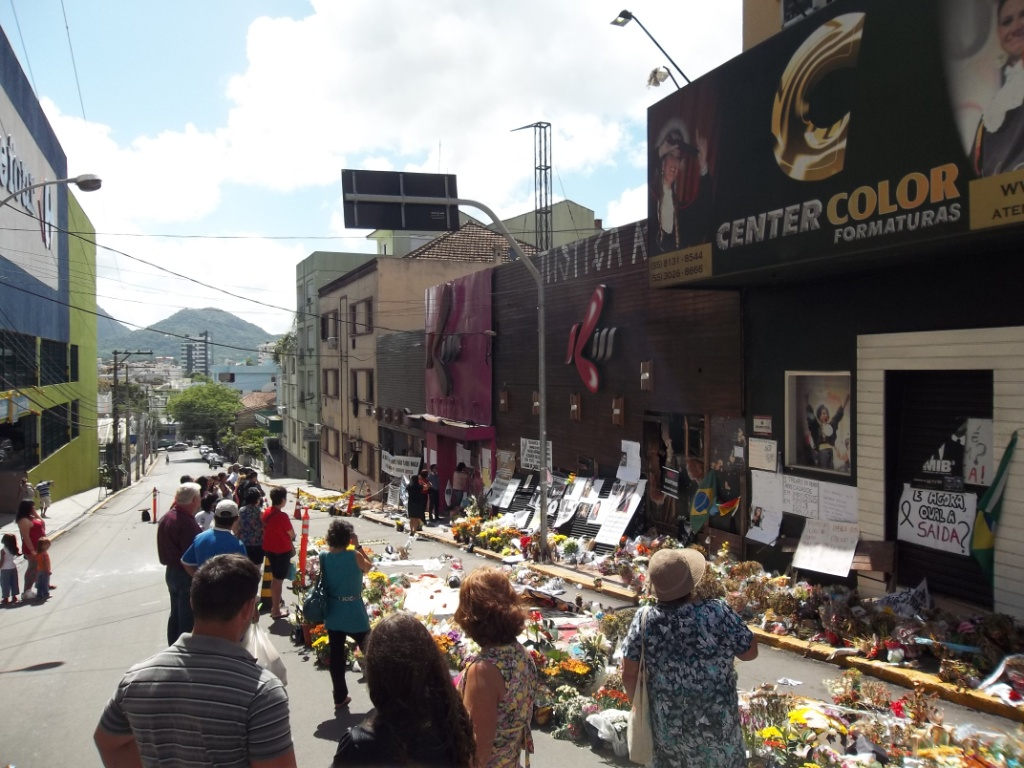
Vista de la rua.
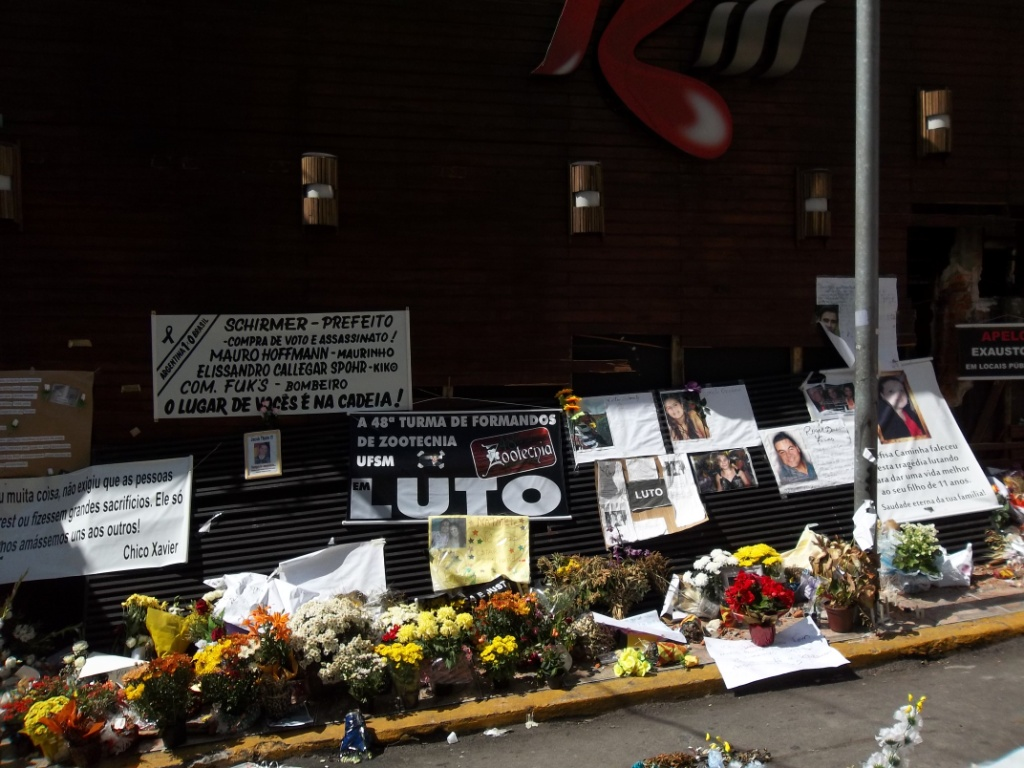
Carteles
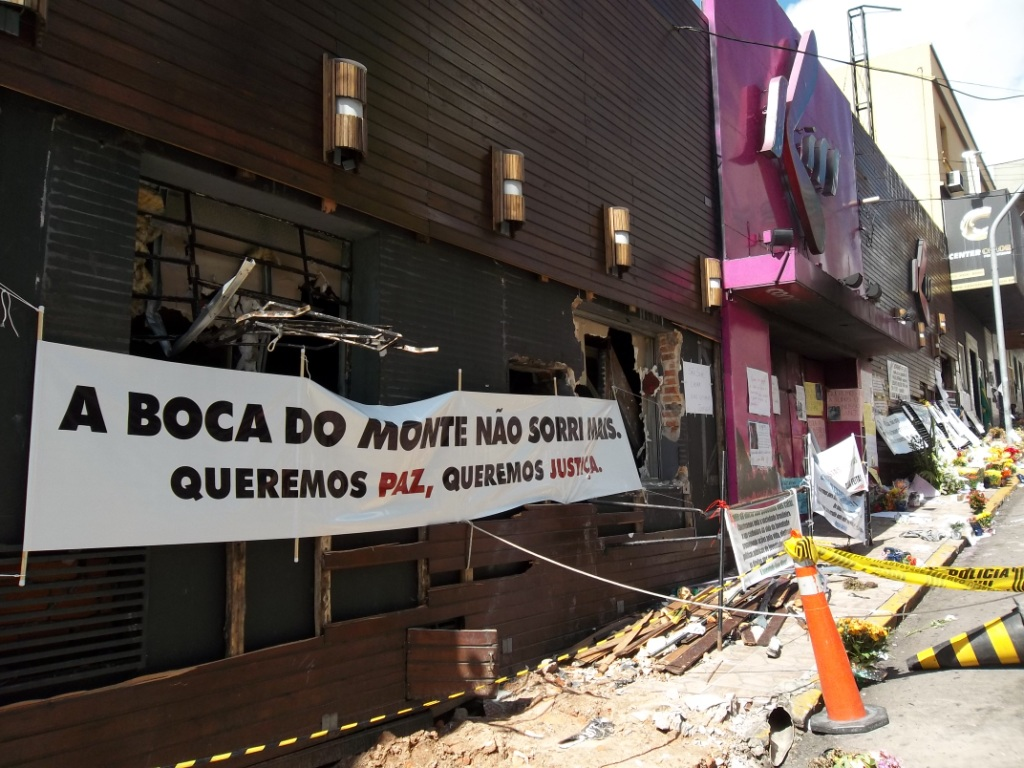
Carteles de protesta
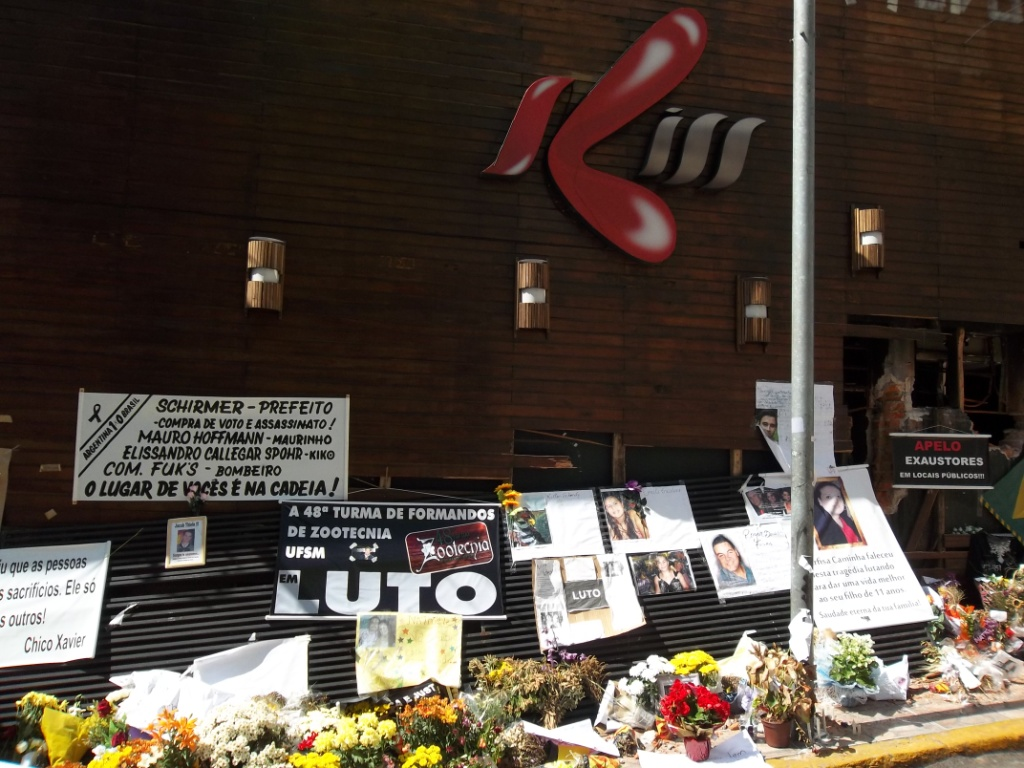
Parte de la fachada de la discoteca
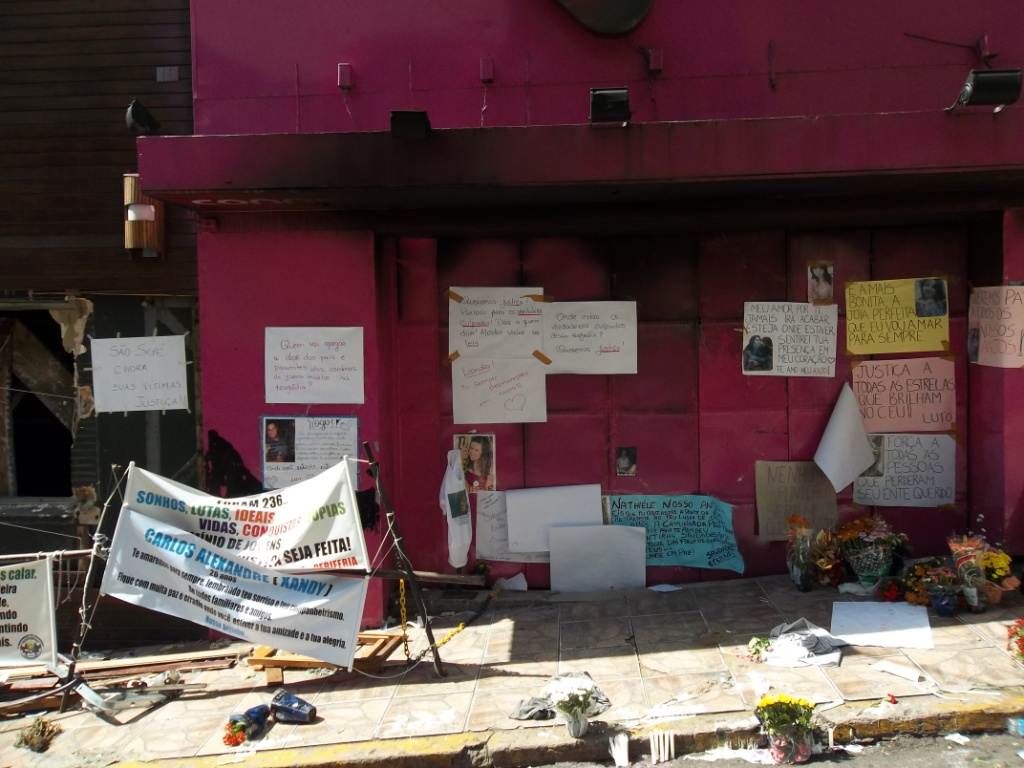
Carteles en las paredes
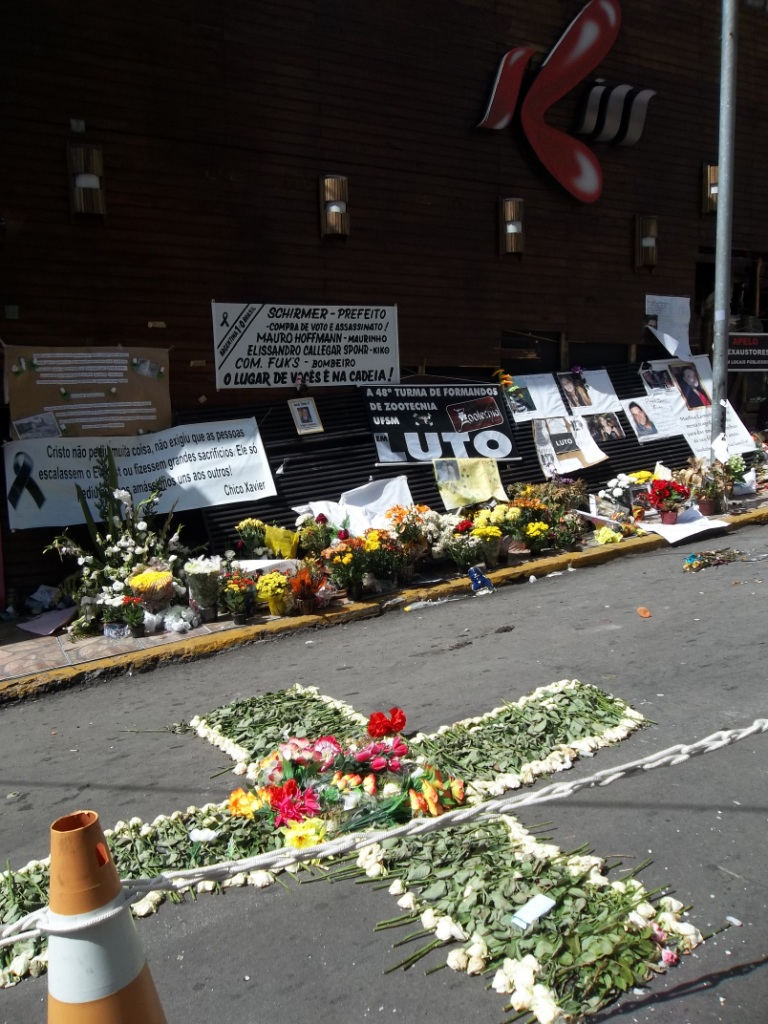
Manifestaciones de luto y protesta
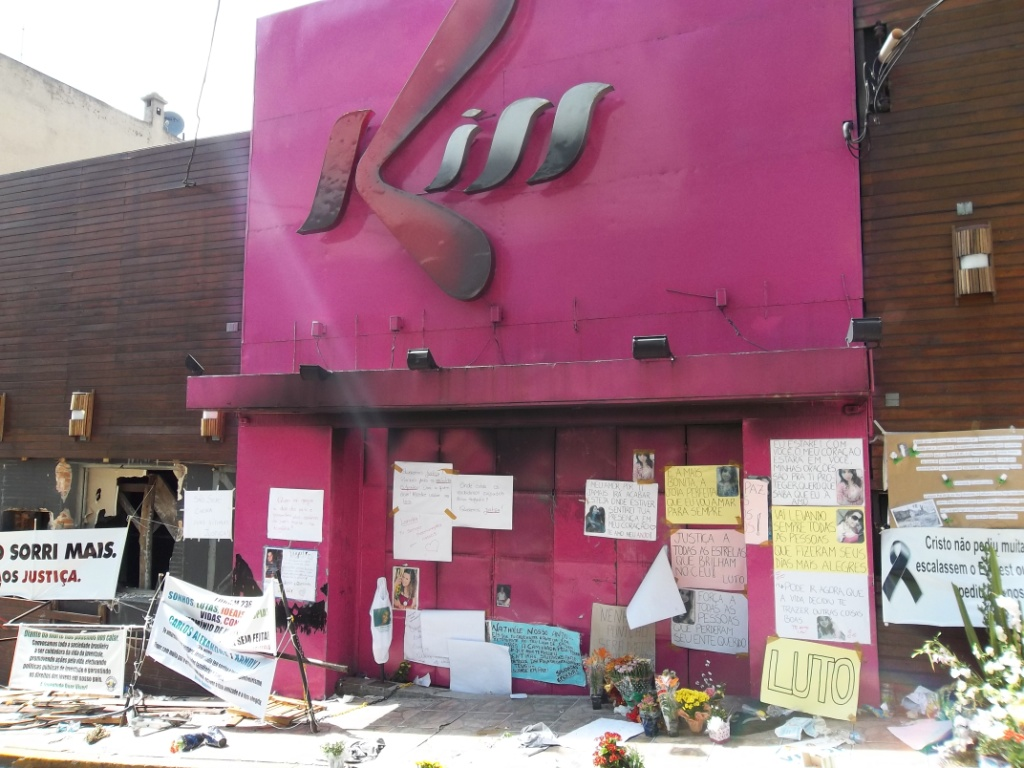
Fachada del lugar
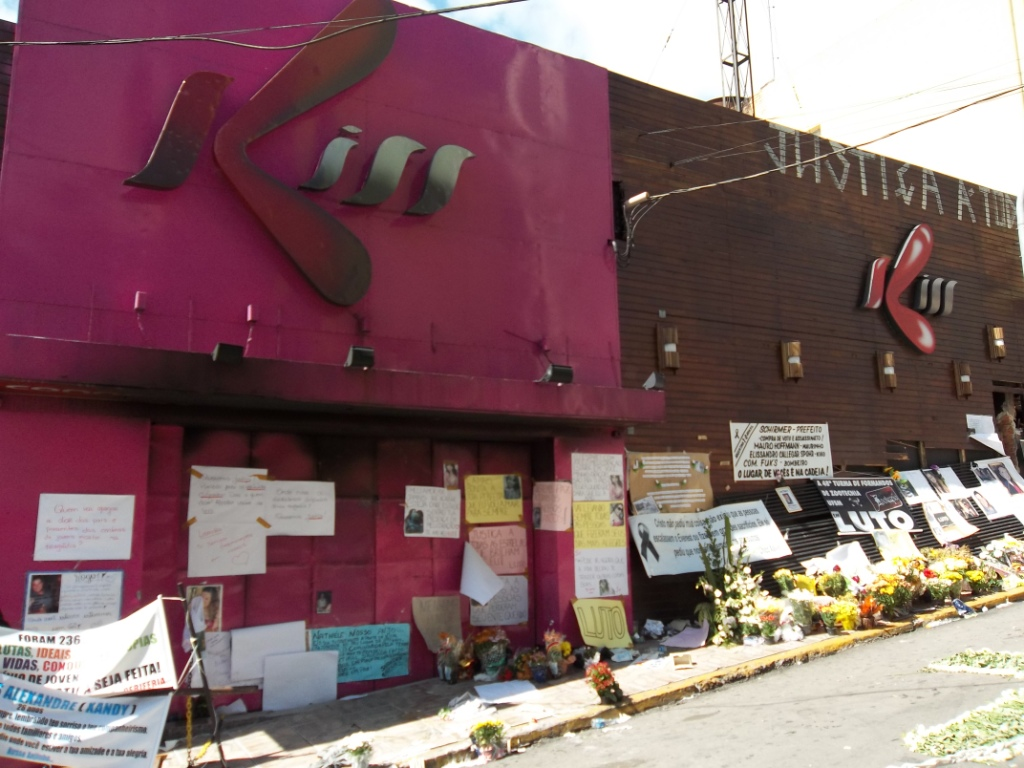
Personas colocando carteles
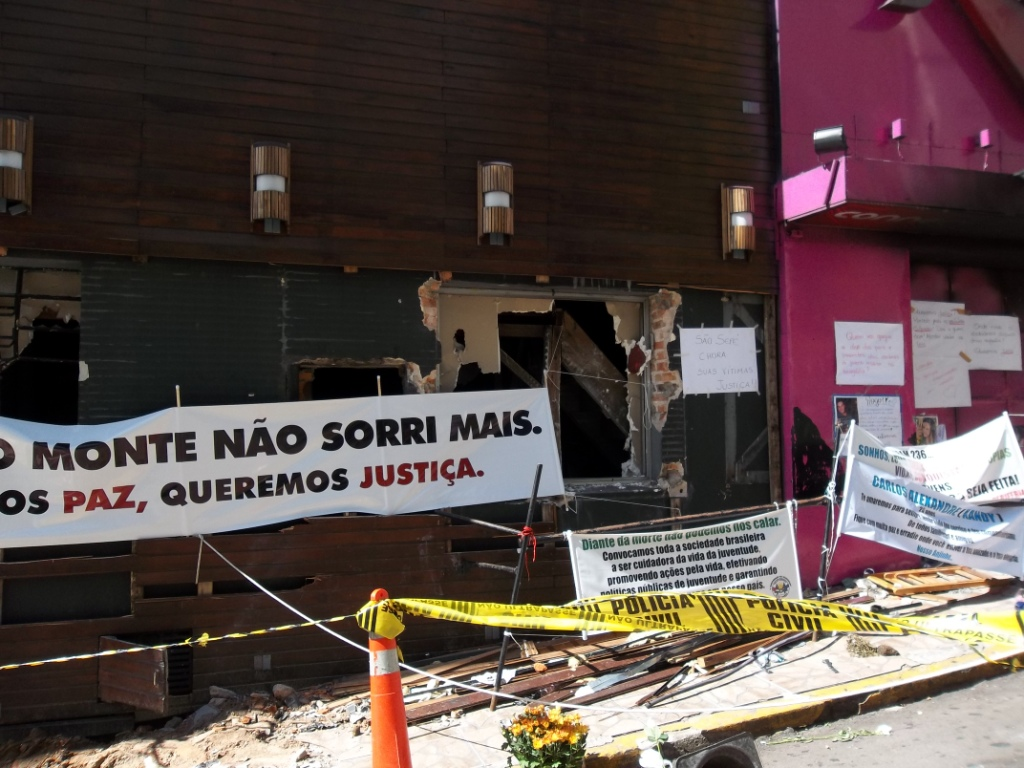
Agujeros en las paredes, producto del incendio
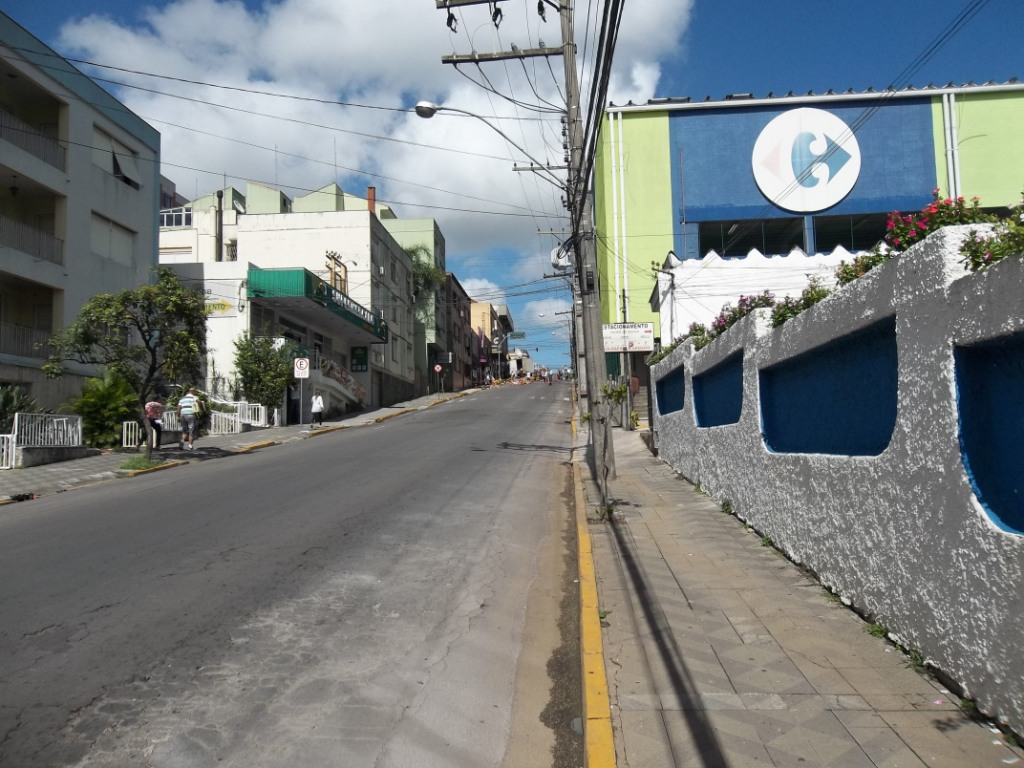
Vista de la rua.
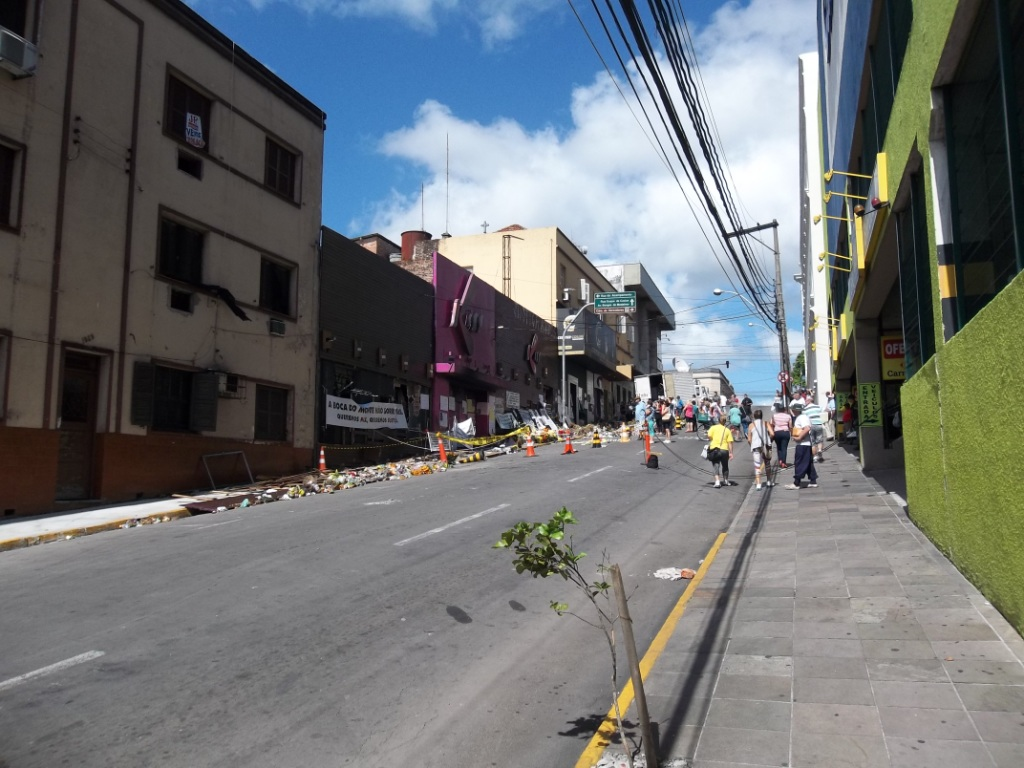
Rua dos Andradas.
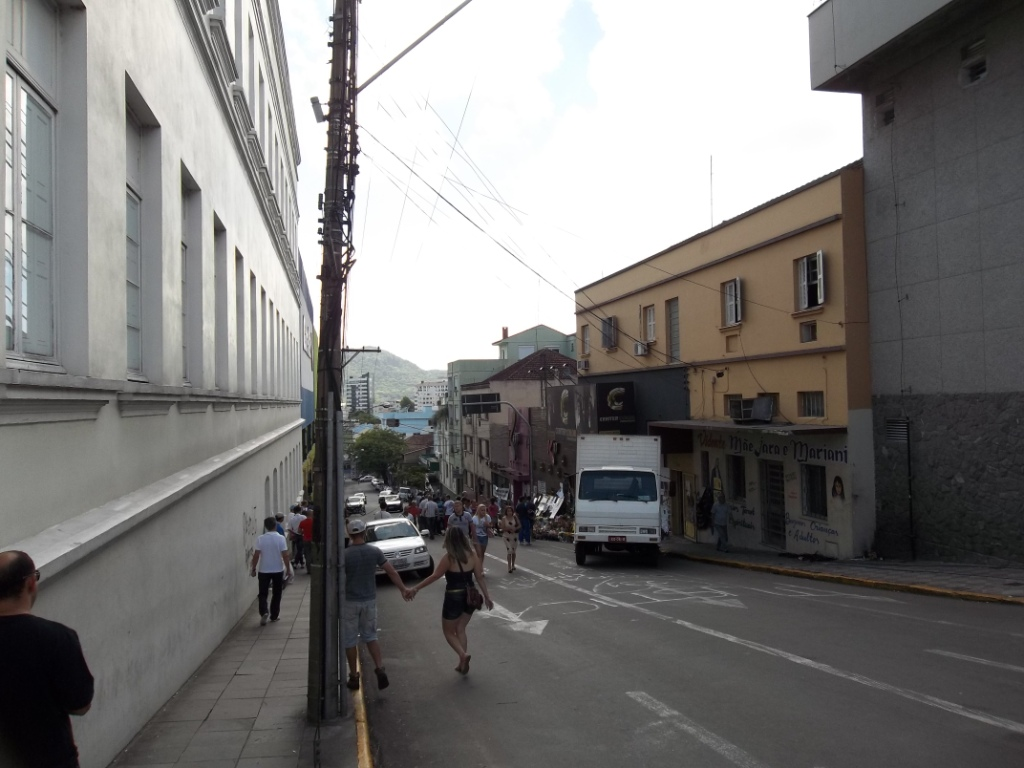
La rua fue cerrada al tránsito.
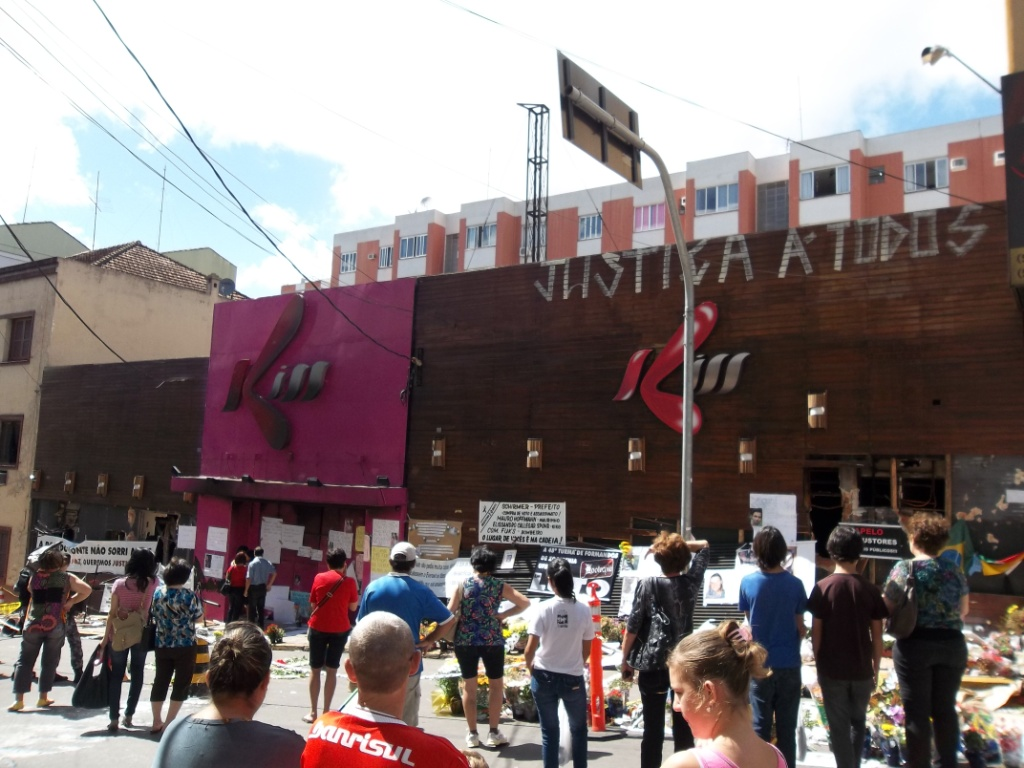
Amigos, familiares y curiosos visitan el lugar todos los días.